# València Fèmines Club de Futbol
El València Fèmines Club de Futbol és un equip de futbol femení de València. Va ser creat originalment el 1998 com l'equip del Col·legi Alemany de la ciutat, i en 2009 es va convertir en la secció femenina del València CF, dos anys després de debutar a Primera. El seu millor resultat és un subcampionat de Copa i una 4ta posició en la Lliga al 2015.

## Palmarès
- 1 subcampionat de la Copa de la Reina (14/15).[2][3]

## Història
La secció de futbol femení del València CF data de finals de la dècada de 1960 i principis de 1970. Aquell equip primigeni s'anomenava Selecció València, ja que els combinats femenins no podien dur el mateix nom que els equips masculins, encara que sí l'escut. L'equip estava format per xiquetes d'entre 10 i 15 anys i jugaven en lliguetes d'entre 5 i 6 equips.
El primer partit de la Selecció València a Mestalla fou contra l'Sporting Levante, el 19 de setembre de 1970, com a prèvia del primer partit del Trofeu Taronja. Aquell partit, que va impulsar la Copa Marca de futbol femení, va acabar 3-0, marcant el primer gol la impulsora de la secció Merchina Peris.
L'actual secció naix el 2009, quan l'equip del Col·legi Alemany de València, fundat el 1998 i que portava dos anys jugant a la Superlliga, signa un conveni de col·laboració pel qual adopta els colors i escut del València CF, passant a dependre de la Fundació València CF. Inicialment jugava al Camp Municipal de Beniferri, fins que el 20 d'octubre de 2013 es trasllada a la Ciutat Esportiva de Paterna, en un derbi contra el Llevant amb una assistència de 2.000 persones.

## Jugadores notables
- Futbolistes internacionals absolutes que han jugat al València CF Femení

| UEFA      | UEFA                                                                                                 |
| --------- | --- |
| Àustria   | Trödthandl                                                                                           |
| Espanya   | Andrés, Férez, García, Monforte, Ouahabi, Pons, W. Romero, Sullastres, Zornoza, Salón, Fiamma, Vilas |
| CONMEBOL  | |
| Argentina | Szymanowski                                                                                          |
| Colòmbia  | Gaitán                                                                                               |
| Xile      | Endler                                                                                               |

## Entenadors
- Jesús Oliva (2017-2023)
- José Luis Bravo Atienza (2024-)[8]